# Laguna (ort i Costa Rica)
Laguna är en ort i Costa Rica.   Den ligger i provinsen Alajuela, i den centrala delen av landet, 50 km nordväst om huvudstaden San José. Laguna ligger 1 844 meter över havet och antalet invånare är 670.
Terrängen runt Laguna är huvudsakligen kuperad, men norrut är den bergig. Runt Laguna är det tätbefolkat, med 308 invånare per kvadratkilometer. Närmaste större samhälle är Quesada, 13,0 km norr om Laguna. Omgivningarna runt Laguna är en mosaik av jordbruksmark och naturlig växtlighet.